# Alberto García Aspe
Alberto García Aspe Mena, mehiški nogometaš, * 11. maj 1967, Ciudad de México, Mehika.
V svoji aktivni nogometni karieri (od leta 1984) je igral za UNAM Pumas, Necaxa, River Plate, América in Puebla. 
Za mehiško nogometno reprezentanco je odigral 109 tekem in dosegel 21 golov. 